# ملیکاشن
ملیکاشن (ارمنی: Մելիքաշեն; ملیکجانلو ترکی آذربایجانی: Məlikcanlı) یک منطقهٔ مسکونی در جمهوری آرتساخ است که در استان هادروت واقع شده‌است.